# Fever Pitch
Fever Pitch ist ein autobiographisches Fußballbuch von Nick Hornby von 1992. Hornby blickt in dem Buch auf sein Leben und seine Obsession für den Fußball und den englischen Klub FC Arsenal von seiner Kindheit bis zum Alter von Mitte 30 zurück.
Fever Pitch folgt dem Leben von Nick Hornby und Arsenals Geschick von 1968, als Nick Hornby mit seinem Vater zu seinem ersten Fußballspiel im Highbury-Stadion ging, bis 1992. Der Leser erfährt einerseits von Hornbys zentralen Lebensereignissen, wie der Scheidung seiner Eltern, seiner Schulzeit oder seinem Studium in Cambridge, dies aber immer verknüpft mit Ereignissen in der relativ erfolglosen Zeit Arsenals in den 1970er und frühen 1980er Jahren. Heraus ragten der Gewinn des Ligapokals 1987, die Meisterschaft 1989 und die Titelverteidigung in der Saison 1990/91.
Hornbys Buch ist eine Hommage an den FC Arsenal, ein Buch über das Erwachsenwerden und über die Lebenseinstellung, Fußballfan zu sein. Das Buch war die Vorlage für zwei Verfilmungen, Ballfieber von 1997 mit Colin Firth und 2005 unter dem Titel Ein Mann für eine Saison mit Jimmy Fallon und Drew Barrymore als Hauptdarsteller.

## Inhalt
Das Buch beginnt mit dem ersten Fußballspiel, das Hornby besucht hat: FC Arsenal gegen Stoke City am 14. September 1968, als er etwa 11 Jahre alt war. Hornby sagt gleich im ersten Kapitel, dass er sich während diesem Spiel in Fußball und in die Mannschaft von Arsenal verliebt habe. Das Fußballspiel fällt in eine Zeit der Veränderungen für den Jungen: Seine Eltern lassen sich scheiden, und für Hornby ist der Besuch von Fußballspielen von Arsenal eine regelmäßige Unternehmung, die Vater und Sohn verbindet. Das Fußballspiel ist der Beginn einer lebenslangen Obsession für Hornby.
Ende der 1960er und in den frühen 1970er Jahren ist Nick Hornby ein regelmäßiger Besucher der Arsenal-Spiele. Er geht zunächst mit seinem Vater zu den Spielen, später darf er auch allein zu den Spielen im Highbury-Stadion in London und zu einigen Auswärtsspielen. Obwohl die Mannschaft zu dieser Zeit eher schlecht spielt und für einen unattraktiven, brutalen Fußballstil bekannt ist, bleibt Hornby Fan. Er quält sich sogar durch zwei „Alpträume“, zwei Pokalfinale im Wembley-Stadion, die Arsenal verliert.
Von 1968 bis 1973 sind es die Fußballspiele am Samstag, um die sein Leben in der Regel kreist. Erst als er als Teenager eine Freundin hat, die sich nach kurzer Zeit von ihm wieder trennt, erhält seine Beziehung zum Fußball einen ersten Bruch, denn diese Trennung war eine Begegnung mit dem „wahren Leben“, das nichts mit Fußball zu tun hat. Das Verhältnis zum Fußball und zu Arsenal kühlt sich weiter ab, in der Spielsaison 1975/76, gleichzeitig sein Abschlussjahr in der Schule, geht Hornby nur noch zu einem Spiel.
Ab 1976 ändert sich dies wieder, als die Mannschaft einen neuen Trainer erhält und wieder besser spielt. Nick Hornby hat inzwischen die Zulassung zur Universität in Cambridge und arbeitet in der Londoner City – Umstände, durch die seine kindliche Leidenschaft für den Fußball wiederkehrt, weshalb Hornby von „seiner zweiten Kindheit“ schreibt, die er erlebt, statt erwachsen zu werden. Als Hornby sein Studium in Cambridge absolviert, freundet er sich mit einem zweiten Fußballverein an, Cambridge United, einem Viertliga-Verein. Fußballerischer Höhepunkt dieser Zeit ist das Fußballspiel zwischen Arsenal und Manchester United 1979, durch das Arsenal die englische Fußballmeisterschaft gewinnt. Im Anschluss „schwebt“ der glückliche Hornby quasi mühelos durch seine Examensprüfungen.
Nach dem Studium hat Hornby eine Phase der Unentschlossenheit, die er mit Fußball füllt. Erst als Arsenal in der Saison 1979/1980 ein Pokalfinale und gegen Valencia auch den Europapokal der Pokalsieger verloren hat, beschließt er, sein Leben wieder in die Hand zu nehmen und eine Lehrerausbildung an einer Hochschule in London zu beginnen. Er arbeitet zunächst als Lehrer im Cambridge, 1984 zieht er wieder von Cambridge nach London, um dort an einer Fremdsprachenschule Englisch für Ausländer zu unterrichten. Der Umzug und sein neuer Kumpel Pete führen dazu, dass Nick Hornby wieder ein engeres Verhältnis zu Arsenal hatte, trotz des aufkommenden Hooliganismus in den 1980er Jahren.
1987 folgt das nächste einschneidende Erlebnis für Arsenal und für Hornby: Arsenal gewinnt gegen Tottenham Hotspur das Pokalfinale des Littlewoods-Pokals. Mit diesem glücklichen Ereignis endet auch die Phase seines Lebens, die durch Depressionen und Stagnation gekennzeichnet war. Er hört auch auf, Erfolg und Misserfolg des Vereins mit seinem Leben zu assoziieren, sondern ist jetzt „nur noch Fan“. Ein Umzug nach Nordlondon macht es ihm auch leichter, zu den Spielen von Arsenal zu gehen, die er inzwischen mit engen Freunden und seiner Freundin besucht.
Höhepunkt im Leben des Fußballfans Hornby ist schließlich der Gewinn der englischen Meisterschaft Arsenals 1989. Das entscheidende Spiel gegen Liverpool verfolgt der Erzähler allerdings vor dem Fernseher. Auch 1991 wird Arsenal noch einmal Meister. Der Kreis schließt sich am Ende des Buches, als Arsenal 1992 so schlecht spielt, dass die nächste Meisterschaft wieder in weite Ferne rückt und sie sogar gegen den unbedeutenden AFC Wrexham verlieren: Der Erzähler sieht seine Kindheit wieder an seinem geistigen Auge vorüberziehen, mit den vielen langweiligen, mittelmäßigen Spielen Arsenals in den 1960er, 1970er und teilweise in den 1980er Jahren, auch an der Seite seines Vaters.

## Form
Das Buch besteht aus einer Reihe von Kapiteln, die in chronologischer Reihenfolge sortiert sind: Jedem Kapitel des Buches ist ein Titel sowie ein Fußballspiel mit Datum und beteiligten Vereinen vorangestellt. Hornby beschreibt das jeweilige Fußballspiel und nimmt es dann zum Anlass, um einerseits über Fußball im Allgemeinen oder das jeweilige Fußballspiel im Besondern zu sinnieren und andererseits sich an sein eigenes Leben zum Zeitpunkt des Fußballspiels zu erinnern. Hornby schreibt, dass er kein Fußballtagebuch geführt habe, aber dass er dazu tendiere, sein Leben in seinen Erinnerungen nach Arsenal-Spielen zu sortieren.
Das Buch ist vor allem ein Buch über den Fußball und Hornbys Leidenschaft für den FC Arsenal. Auch wenn die Kapitel in chronologischer Reihenfolge sortiert sind und Hornby auf Ereignisse in seinem Leben eingeht, spielen diese Ereignisse im Buch eine untergeordnete Rolle. Stattdessen nutzt Hornby seine Erinnerungen an verschiedene Fußballspiele, um auch allgemein auf Themen um den Fußball einzugehen und vor allem das Leben eines Fans zu beschreiben. Ferner thematisiert er unter anderem talentierte und weniger talentierte Spieler für Arsenal, Starallüren von bekannten Fußballern, Trainer, das Highbury-Stadion, Pokal- und Länderspiele, Hooligans, Alkohol und Gewaltausbrüche während und nach Fußballspielen, Sicherheit im Stadion sowie Rassismus unter Fans und Spielern. Neben Fußballthemen adressiert Hornby aber auch persönliche Fragen wie Glück, Familie, Erwachsenwerden, Freunde und sein Verhältnis zu Frauen.
Das Buch ist schwer einem Genre zuzuordnen. So wird es in einigen Rezensionen als „Fußballbuch“ bezeichnet, andere sprechen von einer Autobiographie oder einem Entwicklungsroman.

## Bedeutung als Sportbuch und Stellung in der Literaturgeschichte
Fever Pitch wurde 1992 veröffentlicht und ist Hornbys zweites Buch; es wurde 1993 William Hill Sports Book of the Year. 2012 wurde Fever Pitch wegen seines herausragenden Beitrags zur Literatur über Sport mit dem British Sports Book Award ausgezeichnet. Hornby schreibt regelmäßig Artikel und Bücher über Fußball, darunter Pray: Meine Premier-League-Saison 2011/2012 und Small Country: Die kleinste Fußballnationalmannschaft der Welt.
Hornby veröffentlichte nach Fever Pitch weitere Romane, die wie Fever Pitch sehr erfolgreich waren, beispielsweise High Fidelity, ein Roman mit einem Protagonisten, der eine besondere Obsession für Musik entwickelt hat, und About a Boy. Nick Hornbys Fever Pitch und seine weiteren Werke werden inzwischen zum Kanon der zeitgenössischen englischen Literatur gezählt und werden entsprechend von der literaturwissenschaftlichen Forschung diskutiert.

## Rezeption
Das Buch wird zu den Bestsellern der britischen Literatur gezählt. Fever Pitch wurde unter anderem ins Chinesische, Polnische, Russische, Spanische, Italienische, Französische und schon in den 1990er Jahren ins Deutsche übersetzt. Anlässlich der englischen Neuauflage 2012 wurde das Buch ins Deutsche neu übersetzt und die Neuübersetzung 2013 veröffentlicht.
Fever Pitch wird von der Kritik hochgelobt. So schreibt Pete Davies 1992 nach der Veröffentlichung des Buches im Independent, dass Fever Pitch eine kenntnisreiche, bittersüße und gleichzeitig sehr lustige Autobiografie sei. Davies hält das Buch für die beste Erzählung darüber, was es bedeute, ein Fußballfan zu sein. Stefan Hermans schreibt im Tagesspiegel anlässlich der Veröffentlichung der deutschen Neuübersetzung von Fever Pitch, dass Hornby das „ultimative Fanbuch“ geschrieben habe und dass sich alle folgenden Fußballbücher an Fever Pitch messen lassen müssten. Jamie Doward schreibt im Guardian, dass es Hornby gelungen sei, einen Text zu verfassen, der gleichermaßen von der akademischen Forschung als auch in Fußballerkreisen gelobt wurde. Auch die Sportpresse reiht Fever Pitch unter die besten Sportbücher ein, die bisher geschrieben wurden.
Es gibt eine Reihe von Adaptionen des Buches. So wurden Hörbuchversionen von Fever Pitch auf Englisch und Deutsch veröffentlicht, außerdem wurde Fever Pitch für die englische Bühne adaptiert. Das Buch wurde außerdem zweimal verfilmt, 1997 in einer Fußballversion mit Colin Firth (dt. Titel: Ballfieber) und 2005 mit Jimmy Fallon und Drew Barrymore als Baseball-Film unter dem Titel Ein Mann für eine Saison. Beide Filme sind nur lose an die literarische Vorlage angelehnt und fügen viele zusätzliche Handlungselemente ein.
In der Fußballsaison 2005/2006 wurde Fever Pitch mit einem neuen Cover neu gedruckt und unter den Mitgliedern des FC Arsenal als abschließendes Tribut an das alte Highbury-Stadion verteilt, das ab 2006 abgerissen wurde. Im Rahmen der Aktion Eine Stadt. Ein Buch. wurde Fever Pitch 2007 in Wien gratis verteilt.

### Textausgaben
- Nick Hornby: Fever Pitch. Gollancz, London 1992, ISBN 0-575-05315-1. (englische Originalausgabe)
- Nick Hornby: Fever Pitch: Ballfieber – Die Geschichte eines Fans. Aus dem Englischen übersetzt von Ingo Herzke. Kiepenheuer & Witsch, Köln 2013, ISBN 978-3-462-04443-0. (deutsche Neuübersetzung 2013)

### Hörbücher
- Nick Hornby: Fever Pitch. Gelesen von Julian Rhind-Tutt. Penguin, London 2015.
- Nick Hornby: Fever Pitch. Gekürzte Hörbuchfassung (deutsch). Gelesen von Peter Lohmeyer. Random House Audio, Köln 2003, ISBN 9783898306263.
- Nick Nornby: Fever Pitch. Ballfieber – Die Geschichte eines Fans. Ungekürzte Hörbuchfassung. Aus dem Englischen übersetzt von Ingo Herzke. Gelesen von Christian Ulmen. Random House Audio, München 2013, ISBN 9783837120295.

### Sekundärliteratur
- Nick Bentley: Nick Hornby, "Fever Pitch". In:  Contemporary British Fiction. Edinburgh University Press, Edinburgh 2008, ISBN 978-0-7486-2420-1, S. 117–24.
- Jens Gurr: Nick Hornby. In: Vera Nünning (Hrsg.): Der zeitgenössische englische Roman: Genres – Entwicklungen – Modellinterpretationen. Wissenschaftlicher Verlag Trier, Trier 2007, ISBN 3-88476-970-7, S. 181–196.